# TV Deilinghofen
Der TV Deilinghofen ist ein Sportverein aus Hemer, Nordrhein-Westfalen, der besonders mit seiner Leichtathletik-Abteilung Erfolge feiert. Mit rund 800 Mitgliedern gehört er zu den größten Vereinen der Stadt.

## Geschichte
Der Verein wurde am 10. September 1885 in einem Gasthof in Deilinghofen gegründet. An selbst gebauten Turngeräten trainierten die Mitglieder in den ersten Jahren in privaten Räumlichkeiten. Mit dem Sieg von Karl Bartmann beim Bezirksturnfest feierte der Turnverein 1892 seinen ersten sportlichen Erfolg. 1908 wurde Karl Spieckermann in das Amt des Vorsitzenden gewählt, das er 24 Jahre lang ausübte. In seine Amtszeit fiel der Bau einer vereinseigenen Sporthalle, die 1932 eingeweiht wurde. Im selben Jahr eröffnete der TV Deilinghofen auch ein Freibad. Der Verein stellte die Anlage im Ortsteil Langenbruch der Volksschule Deilinghofen für den Schwimmunterricht zur Verfügung. In den folgenden Jahren wurden neue Abteilungen, darunter auch eine Handball-Mannschaft gegründet.
Die im Zweiten Weltkrieg zerstörte Sporthalle wurde nach Kriegsende für kurze Zeit als Lager genutzt, bevor 1946 der Sportbetrieb wieder aufgenommen wurde. 1948 gründete sich unter dem Dach des TV Deilinghofen eine Leichtathletik-Abteilung, die bis heute auch überregionale Erfolge feiert. 1953/54 und ein weiteres Mal 1964/65 wurde die Turnhalle vergrößert. Zudem legte der Verein 1974 einen Sportplatz am Ortsrand an, der heute nach dem damaligen Deilinghofer Bürgermeister Ernst Loewen benannt ist.
Im Anschluss an die Landesgartenschau Hemer 2010 wird der ehemalige Bundeswehr-Sportplatz auf dem Gelände der Blücher-Kaserne vom Verein genutzt. Der Echtrasenplatz mit angrenzendem Vereinsheim wurde als reines Leichtathletikstadion konzipiert. Der Ernst-Loewen-Sportplatz, den sich der TVD bislang mit zwei Fußballvereinen teilte, wird dagegen ausschließlich zum Fußballplatz umgebaut.

## Abteilungen
Die größten Erfolge hat der Verein mit seiner Leichtathletik-Abteilung, deren Mitglieder wiederholt Deutsche, Westdeutsche und Westfälische Meistertitel errangen. So wurde eine Staffel des TVD 2009 Westfalenmeister im Siebenkampf, eine andere Westdeutsche Hallenmeister über 4-mal 200 Meter. Außerdem stellt der Verein Westfalenmeister in verschiedenen Altersgruppen des Jugend- und Seniorenbereichs. Annett Jokiel wurde 2007 gar Deutsche Seniorenmeisterin über 200 Meter. Bei den Leichtathletik-Weltmeisterschaften 2009 in Berlin vertrat Christoph Schulte den TVD als Preisrichter beim Weitsprung. Die Leichtathletik-Mannschaften des Hemeraner Friedrich-Leopold-Woeste-Gymnasiums, die regelmäßig das Bundesfinale des Sportwettbewerbs Jugend trainiert für Olympia in Berlin erreicht haben, bestehen größtenteils aus TVD-Mitgliedern. Vereinstrainer unterstützen die Arbeit der dortigen Sportlehrer.
Zur Turnabteilung gehören Trampolin-, Rhönrad- und Kindertanz-Gruppen. Darüber hinaus verfügt der Verein über ein Trommlercorps.